# Diego de Montemayor
Diego de Montemayor (... – 1610 o 1612) si crede essere stato il fondatore della città di Monterrey, capitale dello stato messicano nordorientale di Nuevo León, il 12 settembre 1596.
Diego de Montemayor diede alla città il nome di "Monterrey" in parte per ottenere l'appoggio del viceré del tempo, Gaspar de Zúñiga y Acevedo.